# توکای گلوسفید
توکای گلوسفید (نام علمی: Turdus assimilis) گونه‌ای از پرندگان خانواده توکایان است که در مکزیک و آمریکای مرکزی یافت می‌شود و از جنوب تا مرکز پاناما را شامل می‌شود. این گونه در برخی از نوشته‌ها به عنوان «سینه‌سرخ گلوسفید» نامیده شده‌است. با این حال، این نام اکنون بیشتر به گونه جهان قدیم سینه‌سرخ ایرانی گفته می‌شود.